# Otto Frank

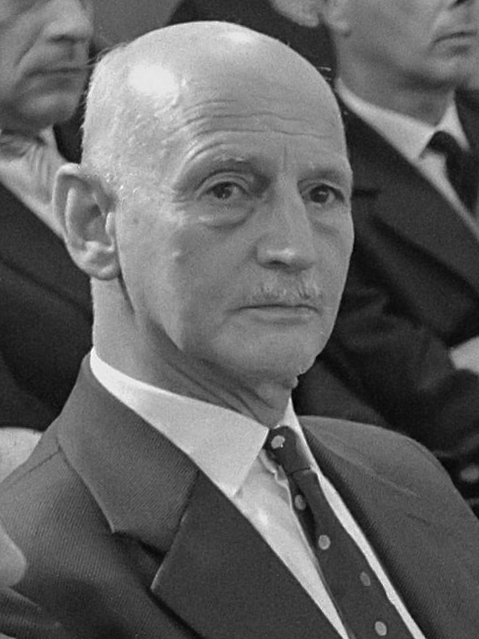
Otto Frank (1961)

Otto Heinrich „Pim“ Frank (* 12. Mai 1889 in Frankfurt am Main, Königreich Preußen, Deutsches Reich; † 19. August 1980 in Birsfelden, Kanton Basel-Landschaft, Schweiz) war ein deutscher Kaufmann, der von 1933 bis 1944 und von 1945 bis 1953 in den Niederlanden lebte. Er war der Vater von Anne Frank, deren Tagebuch von ihm herausgegeben wurde.

## Leben

### Elternhaus
Otto Franks Vater Michael stammte aus Landau in der Pfalz; der Stammbaum seiner Mutter Alice Stern lässt sich in Frankfurter Registern bis ins 16. Jahrhundert zurückverfolgen. Michael Frank war ein erfolgreicher Geschäftsmann und Eigentümer einer Privatbank mit Sitz in Frankfurt. Die Franks waren liberale Juden. Das heißt, sie waren Traditionen jüdischer Religion und Kultur verbunden, aber sie waren nicht strenggläubig.

### Kindheit und Jugend
Otto Frank war das zweite von vier Kindern.  Er besuchte das Lessing-Gymnasium in Frankfurt und machte 1908 sein Abitur. Nach dem Abitur studierte Otto kurze Zeit Kunstgeschichte in Heidelberg. Dort lernte er Nathan Straus Jr. kennen, der ihm ein Praktikum beim familieneigenen Kaufhaus Macy’s in New York vermittelte.

### Erster Weltkrieg
Otto Frank diente von August 1915 bis Ende des Ersten Weltkriegs als Soldat in der Reichswehr. Er wurde zum Kanonier ausgebildet. Ab Herbst 1915 wurde er als Entfernungsmesser des Artillerieregiments Lichtmesstrupp 172 an der Westfront eingesetzt. Er nahm an der Schlacht an der Somme teil. 1917 wurde er zum Unteroffizier befördert, 1918 zum Leutnant. Zuletzt war er Leutnant der Reserve. Für seinen Dienst wurde er nach dem Krieg mit dem Eisernen Kreuz ausgezeichnet. Seine beiden Brüder Herbert und Robert dienten ebenfalls als Frontsoldaten; seine Mutter Alice und seine Schwester Leni dienten als Hilfspflegerinnen in einem Armeelazarett. Die Familie investierte außerdem einen wesentlichen Teil ihres Vermögens in den Kauf von Kriegsanleihen.

### Heirat und Familiengründung
Otto und Edith Frank-Holländer heirateten am 12. Mai 1925 in der Synagoge von Aachen. Edith zog aus ihrem Elternhaus aus und wohnte mit Otto zunächst in seinem Elternhaus am Beethovenplatz in Frankfurt. Nach der Geburt der Tochter Margot 1926 bezog die Familie Mitte 1927 eine Mietwohnung am Frankfurter Marbachweg 307 und zog später in die Ganghoferstraße 24. Dort wohnten sie bis 1933/1934. 1929 kam die zweite Tochter Anne zur Welt.

### Emigration in die Niederlande
Nach der Machtergreifung des NS-Regimes zog er mit seiner Familie nach Amsterdam, weil er in Deutschland antisemitische Repressalien befürchtete.
Erich Elias, ein Freund von Robert Feix, vermittelte seinem Schwager Otto Frank 1933 das Angebot, für die deutsche Opekta eine niederländische Auslandsvertretung „Nederlandsche Opekta“ in Amsterdam aufzubauen. Diese Vertretung sollte das Geschäft in den Niederlanden ausbauen. Frank nahm dieses Angebot an. Er ging zunächst allein nach Amsterdam, um Voraussetzungen für das Unternehmen zu klären. Edith wohnte mit Margot und Anne in der Zeit wieder in Aachen bei ihrer Mutter und kam im November nach, um eine Wohnung zu suchen, Margot folgte im Dezember und Anne im Februar 1934. Sie lebten in einem Mehrfamilienhaus am Merwedeplein 37 im neuen Stadtteil Rivierenbuurt (deutsch: Flussviertel) am damaligen Südrand der Stadt. Dort suchten zahlreiche jüdische Familien aus Deutschland eine neue Heimat. 1938 gründete Otto Frank eine zweite Firma, Pectacon, die mit Gewürzmischungen für Fleisch und Wurst handelte.

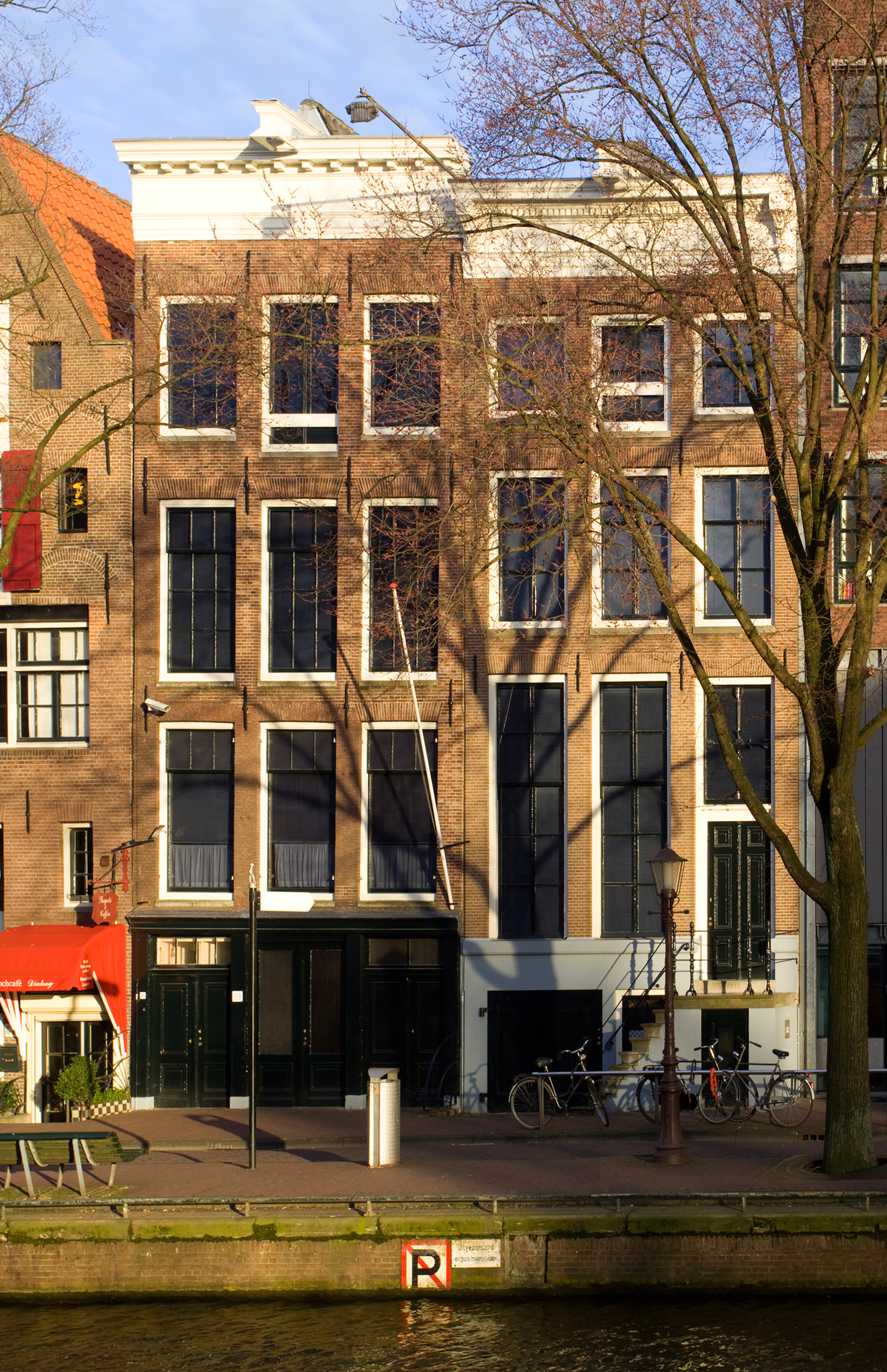
Amsterdam, Prinsengracht 263 und 265 (März 2009)
Links ehemals Opekta, rechts Keg’s Koffiehandel, heute Anne-Frank-Haus

### Holocaust
Im Mai 1940 besetzten deutsche Truppen die Niederlande in den ersten Tagen des Westfeldzuges. Die Besatzungsmacht führte immer mehr antisemitische Gesetze ein. Otto Frank versuchte, die Ausreise der Familie in die USA zu organisieren, aber seine Bemühungen scheiterten. Um seine Firmen vor den strengen Kontrollen der Wirtschaftsprüfung zu schützen, übergab Otto Frank die Leitung pro forma an seine „arischen“ Mitarbeiter Johannes Kleiman und Victor Kugler. Als im Sommer 1942 die systematischen Deportationen von Juden aus den Niederlanden anfingen, hatte Otto Frank schon ein Versteck vorbereitet. Margot erhielt am 5. Juli 1942 die Aufforderung, sich für ein Arbeitslager in Deutschland zu melden. Am 6. Juli 1942 versteckte sich die Familie Frank im Hinterhaus des Gebäudes an der Prinsengracht 263, in dessen Vorderhaus sich der Firmensitz der „Nederlandsche Opekta“ befand, vor der deutschen Gestapo und tauchte unter. Etwa zwei Jahre später wurden die Familie und vier weitere jüdische Bewohner des Hinterhauses entdeckt, durch einen nie aufgeklärten Verrat; am 4. August 1944 wurden sie von Karl Josef Silberbauer (damals SS-Oberscharführer im Sicherheitsdienst) verhaftet.
Die Versteckten wurden nach dieser Verhaftung zunächst bei der Gestapo verhört und über Nacht festgehalten. Am 5. August brachte man sie in das überfüllte Gefängnis Huis van Bewaring in der Weteringschans. Zwei Tage später wurde Otto Frank mit seiner Familie in das Durchgangslager Westerbork eingeliefert. Am 3. September 1944 wurden sie mit dem letzten Zug mit 1.019 Juden ins KZ Auschwitz deportiert. Der Zug kam zwei Tage später dort an, und Otto Frank sah seine Familie das letzte Mal, ehe sie voneinander getrennt wurden.
Seine Frau Edith starb dort am 6. Januar 1945 an Unterernährung; Frank wurde Ende Januar 1945 in Auschwitz von der sowjetischen Armee befreit. Er war der Einzige seiner Familie, der den Holocaust überlebte. Auf der Rückreise nach Amsterdam traf Otto Frank Rosa de Winter, die zusammen mit Edith Frank in Auschwitz gefangen war. Sie berichtete Otto Frank vom Tod seiner Frau. In Amsterdam erfuhr er, dass man seine Töchter ins KZ Bergen-Belsen deportiert habe. Er hoffte, dass Anne und Margot überlebt hätten, aber im Juli 1945 bestätigten Janny und Lien Brilleslijper, die zusammen mit Anne und Margot im KZ Bergen-Belsen waren, den Tod der beiden Mädchen. Dann erst übergab Miep Gies (sie gehörte zu den vier Helfern) ihm die Tagebuchaufzeichnungen von Anne, die sie am Nachmittag nach der Verhaftung im Hinterhaus gefunden hatte. Auf Anraten einiger Freunde veröffentlichte er das Tagebuch seiner Tochter Anne. Im Sommer 1947 kam das Tagebuch unter dem Titel «Het Achterhuis» (Das Hinterhaus) heraus.

### Nachkriegszeit
Nach dem Krieg lehnte Otto Frank die deutsche Staatsangehörigkeit ab, die ihm 1941 aberkannt worden war, und wurde 1949 Niederländer. Am 10. November 1953 heiratete Otto Frank in Amsterdam Elfriede Geiringer (geb. Markovits), die ihren Ehemann Erich Geiringer und ihren Sohn verloren hatte (sie waren kurz vor Kriegsende im KZ Mauthausen umgekommen), während ihre Tochter Eva Auschwitz überlebt hatte. Otto Frank und Elfriede Geiringer hatten sich auf der Reise von Auschwitz nach Amsterdam kennengelernt. Gemeinsam wanderten sie 1952 in die Schweiz aus, wo Otto Frank auch die Schweizer Staatsbürgerschaft bekam. Er gründete 1966 den Anne Frank Fonds in Basel, nachdem 1957 die Anne Frank Stiftung zur Erhaltung des Hauses in der Prinsengracht 263 gegründet worden war. Otto Frank setzte sich während seines weiteren Lebens dafür ein, Annes Tagebuch, ihre Ideen und Ideale zu verbreiten. Er starb am 19. August 1980 in Birsfelden bei Basel.
Er hinterließ seine Frau Elfriede, seine Stieftochter Eva Schloss, seine Schwester Helene Elias (geborene Frank) und ihre beiden Kinder, darunter Buddy Elias.

## Texteingriffe bei Herausgabe des Tagebuches der Tochter
Anne Frank schrieb in ihrem Tagebuch auch über die Beziehung zwischen ihren Eltern. 1998 wurde bekannt, dass ein Eintrag vom 8. Februar 1944 in der Veröffentlichung entfernt wurde, der Otto Frank vermutlich besonders traf. Auch Annes letzte Version einer Einleitung zum Tagebuch bewahrte er separat auf. Melissa Müller, deren Anne-Frank-Biographie 1998 erschien, veröffentlichte 2013 eine überarbeitete Fassung der Biografie, die diese weggelassenen Papiere berücksichtigte.

## Spielfilme
Otto Frank wurde in dem Spielfilm Das Tagebuch der Anne Frank (1959) von Joseph Schildkraut, in Anne Frank – Die wahre Geschichte (2001) von Ben Kingsley und in Das Tagebuch der Anne Frank (2016) von Ulrich Noethen dargestellt. In den beiden BBC-Produktionen The Diary of Anne Frank wurde er von Emrys James (1987) und Iain Glen (2001) dargestellt, in dem Fernsehfilm Meine Tochter Anne Frank (2015) von Götz Schubert und in der Miniserie Ein Funken Hoffnung – Anne Franks Helferin (2023) von Liev Schreiber.

## Gedenken
Im Februar 2015 wurden am letzten offiziellen Wohnort der Familie Frank in Amsterdam Stolpersteine für Anne, Margot, Edith und Otto Frank verlegt.